# Arguelles (Piura)
Arguelles es una localidad peruana ubicada en el distrito de Chulucanas, perteneciente a la provincia de Morropón del departamento de Piura, al norte del Perú. 

## Ubicación
Arguelles se ubica al noroeste de la provincia de Morropón, en el distrito de Chulucanas, en el departamento de Piura.

## Demografía
En 2017 Arguelles tenía una población de 29 habitantes.